# Карельская лихорадка
Каре́льская лихора́дка — природно-очаговое острое заболевание, вызываемое вирусом рода Alphavirus семейства Togaviridae.
С аналогичной клиникой одновременно были выявлены вспышки заболеваний в Финляндии (болезнь Погоста) и Швеции (болезнь Окельбо).
Переносчики — комары.
Выделенный вирус серологически близок к вирусу Синдбис (en:Sindbis virus).
Впервые зарегистрирована в августе 1981 года на территории Карельской АССР (эпицентр в Муезерском районе) и в восточных районах Финляндии.
Проявляется в виде лихорадки (умеренной и кратковременной), артралгии и полиартрита. При слабо выраженной общей интоксикации на первый день заболевания проявляется обильная мелкая, розеолезно-папулёзная экзантема, щадящая лицо и держащаяся от 2 до 7 дней. Частые проявления — боль в суставах. Заболевание протекает обычно в лёгкой форме, с выздоровлением через 7—14 дней.
Больные, перенёсшие карельскую лихорадку, подлежат диспансерному наблюдению у ревматолога или терапевта. Заболевание чаще встречается у взрослых, дети болеют редко.
Профилактика — мероприятия по борьбе с комарами, индивидуальная защита от них.